# Denis Dayan

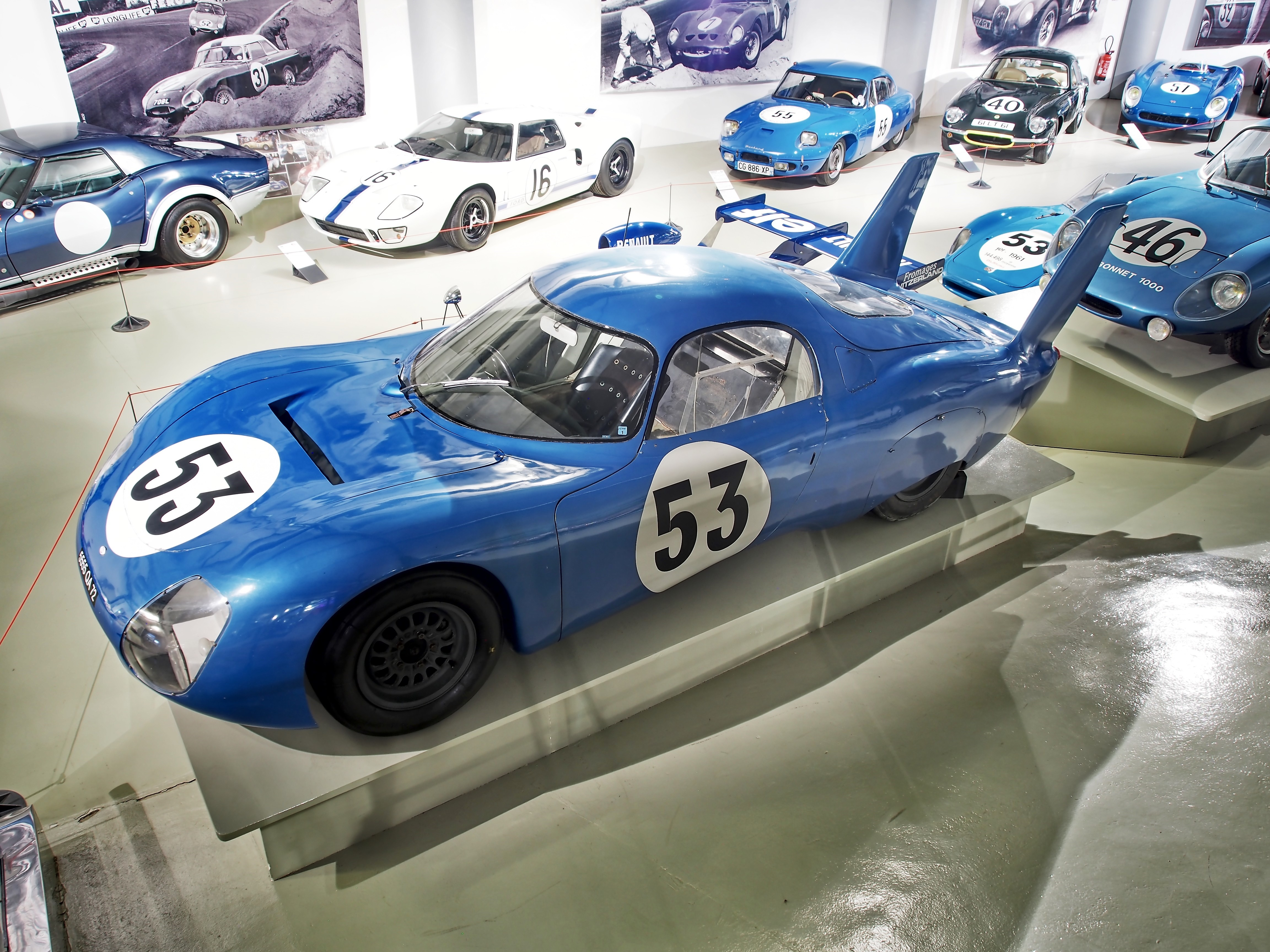
CD SP66C; mit dem baugleichen Fahrgestell mit der Startnummer 52 startete Denis Dayan beim 24-Stunden-Rennen von Le Mans 1967

Denis Dayan (* 20. August 1942 in Casablanca; † 2. Juli 1970 in Rouen) war ein französischer Autorennfahrer.

## Karriere
Denis Dayan kam in den frühen 1960er-Jahren aus Marokko nach Nordfrankreich. Er ließ  sich in der Normandie nieder und begann eine Karriere als Motorsportler. Erste Schritte waren Motocross-Rennen der Klassen 50- und 125-cm³. 1964 fuhr er eine Saison in der Ford-Jeunesse-Serie, einer französischen Tourenwagen-Nachwuchsserie, kehrte nach einem sportlich erfolglosen Jahr 1965 jedoch wieder zum Motocross-Sport zurück.
1966 stieg der in den Renault-Gordini-Cup ein und erreichte Ende des Jahres den zweiten Gesamtrang und sicherte sich den Premier Pas Dunlop, den Preis für den besten Nachwuchsfahrer. 1967 fuhr er einen Renault Gordini bei der Rallye Monte Carlo und gab an der Seite von Claude Ballot-Léna für das Team von Charles Deutsch sein Debüt beim 24-Stunden-Rennen von Le Mans. Der neue CD SP66 fiel jedoch durch Motorschaden aus. Im selben Jahr bestritt er für Ecurie Normandie auch sein erstes Formel-3-Rennen in der französischen Meisterschaft.
1968 stieg er in die Formel France ein, einer Vorgängerserie der Formel Renault und wurde zu einem der bestimmenden Fahrer, obwohl der Titel Ende des Jahres an Max Jean ging. 1969 unterschrieb er einen Vertrag bei Grac-Gotti, sicherte sich den Meistertitel und war Ende des Jahres der  hoffnungsvollste französische Nachwuchsfahrer.
Die erste richtige Saison in der Formel 3 verlief jedoch wenig erfolgreich, da der Grac MT8 eine völlige Fehlkonstruktion war. Das Nachfolgefahrzeug, der Grac MT11 war ein weit besserer Rennwagen und die Dinge begannen sich in die richtige Richtung zu entwickeln, als Dayan am 28. Juni 1970 beim Rennen in Rouen-les-Essarts schwer verunglückte. Sein Wagen kam infolge eines Defekts – wobei die genaue Ursache nie ganz geklärt werden konnte – von der Strecke ab und überschlug sich. Dayan erlitt dabei schwere Verletzungen, an denen er am 2. Juli in Rouen verstarb. Das Rennen war überhaupt überschattet von schweren Unfällen. Nur fünf Runden später starb an derselben Stelle Jean-Luc Salomon nach einer Kollision mit Bob Wollek, der schwere Verletzungen erlitt, den Unfall aber überlebte.

## Statistik

### Le-Mans-Ergebnisse
| Jahr | Team                  | Fahrzeug | Teamkollege        | Platzierung | Ausfallgrund |
| ---- | --------------------- | -------- | ------------------ | ----------- | ------------ |
| 1967 | S.E.C. Automobiles CD | CD SP66C | Claude Ballot-Léna | Ausfall     | Motorschaden |

### Einzelergebnisse in der Sportwagen-Weltmeisterschaft
| Saison | Team            | Rennwagen | 1   | 2   | 3   | 4   | 5   | 6   | 7   | 8   | 9   | 10  | 11  | 12  | 13  | 14  |
| ------ | --------------- | --------- | --- | --- | --- | --- | --- | --- | --- | --- | --- | --- | --- | --- | --- | --- |
| 1967   | Charles Deutsch | CD SP66   | DAY | SEB | MON | SPA | TAR | NÜR | LEM | HOK | MUG | BRH | CCE | ZEL | OVI | NÜR |
| 1967   | Charles Deutsch | CD SP66   |     |     |     | DNF |     |     |     |     |     |     |     |     |     |     |